# Формула-1 — Гран-прі Нідерландів 2023
Гран-прі Нідерландів 2023 (офіційно — Formula 1 Heineken Dutch Grand Prix 2023) — автоперегони чемпіонату світу з Формули-1, які відбулися 27 серпня 2023 року. Гонка була проведена на трасі Зандворт у Зандворті (Нідерланди). Це тринадцятий етап чемпіонату світу і тридцять п'яте Гран-прі Нідерландів в історії.
Переможцем гонки став нідерландець Макс Ферстаппен (Ред Булл - Хонда RBPT). Друге місце посів Фернандо Алонсо (Астон Мартін - Мерседес), а 3-м фінішував П'єр Гаслі (Альпін - Рено).
Чинним переможцем гонки був Макс Ферстаппен, який у 2022 році виступав за команду Ред Булл — RBPT.

## Положення у чемпіонаті перед гонкою
| Місце   | Пілот           | Очки |
| ------- | --------------- | ---- |
| 1       | Макс Ферстаппен | 314  |
| 2       | Серхіо Перес    | 189  |
| 3       | Фернандо Алонсо | 149  |
| 4       | Льюїс Гамільтон | 148  |
| 5       | Шарль Леклер    | 99   |
| Джерело |                 |      |

| Місце   | Конструктор             | Очки |
| ------- | ----------------------- | ---- |
| 1       | Ред Булл — Хонда RBPT   | 503  |
| 2       | Мерседес                | 247  |
| 3       | Астон Мартін — Мерседес | 196  |
| 4       | Феррарі                 | 191  |
| 5       | Макларен — Мерседес     | 103  |
| Джерело |                         |      |

## Розклад закиївським часом
| Дата           | Подія           | Час           |
| -------------- | --------------- | ------------- |
| 25 серпня 2023 | Вільний заїзд 1 | 13:30 — 14:30 |
| 25 серпня 2023 | Вільний заїзд 2 | 17:00 — 18:00 |
| 26 серпня 2023 | Вільний заїзд 3 | 12:30 — 13:30 |
| 26 серпня 2023 | Кваліфікація    | 16:00 — 17:00 |
| 27 серпня 2023 | Гонка           | 16:00 — 18:00 |
| Джерело:       |                 |               |

## Шини
Через дощ під час Гран-прі було дозволено використовувати 5 типів шин Pirelli: hard, medium, soft, intermediate і wet.
| Hard | Medium | Soft | Intermediate | Wet |
| ---- | ------ | ---- | ------------ | --- |

## Вільні заїзди
| Сесія | Лідер           | Конструктор           | Ш | Час      | Джерело |
| ----- | --------------- | --------------------- | - | -------- | ------- |
| 1     | Макс Ферстаппен | Ред Булл - Хонда RBPT | P | 1:11.852 | [ 3 ]   |
| 2     | Ландо Норріс    | Макларен - Мерседес   | P | 1:11.330 | [ 4 ]   |
| 3     | Макс Ферстаппен | Ред Булл - Хонда RBPT | P | 1:21.631 | [ 5 ]   |

Під час другого вільного заїзду Данієль Ріккардо зіштовхнувся з Оскаром Піастрі та зламав п'ясткову кістку. Замість нього у кваліфікації та в гонці взяв участь резервний пілот Альфа Таурі Ліам Ловсон.

## Кваліфікація
| Місце                                   | №  | Пілот                   | Конструктор              | Частина 1 | Частина 2 | Частина 3 | Старт    |
| --------------------------------------- | -- | ----------------------- | ------------------------ | --------- | --------- | --------- | -------- |
| 1                                       | 1  | Макс Ферстаппен         | Ред Булл - Хонда RBPT    | 1:20.965  | 1:18.856  | 1:10.567  | 1        |
| 2                                       | 4  | Ландо Норріс            | Макларен - Мерседес      | 1:21.276  | 1:19.769  | 1:11.104  | 2        |
| 3                                       | 63 | Джордж Расселл          | Мерседес                 | 1:21.345  | 1:19.620  | 1:11.294  | 3        |
| 4                                       | 23 | Александр Албон         | Вільямс - Мерседес       | 1:20.939  | 1:19.399  | 1:11.419  | 4        |
| 5                                       | 14 | Фернандо Алонсо         | Астон Мартін - Мерседес  | 1:21.840  | 1:19.429  | 1:11.506  | 5        |
| 6                                       | 55 | Карлос Сайнс (молодший) | Феррарі                  | 1:21.321  | 1:19.929  | 1:11.754  | 6        |
| 7                                       | 11 | Серхіо Перес            | Ред Булл - Хонда RBPT    | 1:21.972  | 1:19.856  | 1:11.880  | 7        |
| 8                                       | 81 | Оскар Піастрі           | Макларен - Мерседес      | 1:21.231  | 1:19.392  | 1:11.938  | 8        |
| 9                                       | 16 | Шарль Леклер            | Феррарі                  | 1:22.019  | 1:19.600  | 1:12.665  | 9        |
| 10                                      | 2  | Логан Сарджент          | Вільямс - Мерседес       | 1:22.036  | 1:20.067  | 1:16.748  | 10       |
|                                         |    |                         |                          |           |           |           |          |
| 11                                      | 18 | Ленс Стролл             | Астон Мартін - Мерседес  | 1:21.570  | 1:20.121  |           | 11       |
| 12                                      | 10 | П'єр Гаслі              | Альпін - Рено            | 1:21.735  | 1:20.128  |           | 12       |
| 13                                      | 44 | Льюїс Гамільтон         | Мерседес                 | 1:21.919  | 1:20.151  |           | 13       |
| 14                                      | 22 | Юкі Цунода              | Альфа Таурі - Хонда RBPT | 1:21.781  | 1:20.230  |           | 17       |
| 15                                      | 27 | Ніко Гюлькенберг        | Хаас - Феррарі           | 1:21.891  | 1:20.250  |           | 14       |
|                                         |    |                         |                          |           |           |           |          |
| 16                                      | 24 | Чжоу Гуаньюй            | Альфа Ромео - Феррарі    | 1:22.067  |           |           | 15       |
| 17                                      | 31 | Естебан Окон            | Альпін - Рено            | 1:22.110  |           |           | 16       |
| 18                                      | 20 | Кевін Магнуссен         | Хаас - Феррарі           | 1:22.192  |           |           | Піт-лейн |
| 19                                      | 77 | Вальттері Боттас        | Альфа Ромео - Феррарі    | 1:22.260  |           |           | 18       |
| 20                                      | 40 | Ліам Ловсон             | Альфа Таурі - Хонда RBPT | 1:23.420  |           |           | 19       |
| 107 % від лідера першої сесії: 1:26.604 |    |                         |                          |           |           |           |          |
| Джерело:                                |    |                         |                          |           |           |           |          |

## Гонка
| Місце                                                                                       | №  | Пілот                   | Конструктор              | Кола | Час/причина сходу | Старт    | Очки |
| ------------------------------------------------------------------------------------------- | -- | ----------------------- | ------------------------ | ---- | ----------------- | -------- | ---- |
| 1                                                                                           | 1  | Макс Ферстаппен         | Ред Булл - Хонда RBPT    | 72   | 2:24:04.411       | 1        | 25   |
| 2                                                                                           | 14 | Фернандо Алонсо         | Астон Мартін - Мерседес  | 72   | +3.744            | 5        | 19   |
| 3                                                                                           | 10 | П'єр Гаслі              | Альпін - Рено            | 72   | +7.058            | 12       | 15   |
| 4                                                                                           | 11 | Серхіо Перес            | Ред Булл - Хонда RBPT    | 72   | +10.068           | 7        | 12   |
| 5                                                                                           | 55 | Карлос Сайнс (молодший) | Феррарі                  | 72   | +12.541           | 6        | 10   |
| 6                                                                                           | 44 | Льюїс Гамільтон         | Мерседес                 | 72   | +13.209           | 13       | 8    |
| 7                                                                                           | 4  | Ландо Норріс            | Макларен - Мерседес      | 72   | +13.232           | 2        | 6    |
| 8                                                                                           | 23 | Александр Албон         | Вільямс - Мерседес       | 72   | +15.155           | 4        | 4    |
| 9                                                                                           | 81 | Оскар Піастрі           | Макларен - Мерседес      | 72   | +16.580           | 8        | 2    |
| 10                                                                                          | 31 | Естебан Окон            | Альпін - Рено            | 72   | +18.346           | 16       | 1    |
| 11                                                                                          | 18 | Ленс Стролл             | Астон Мартін - Мерседес  | 72   | +20.087           | 11       |      |
| 12                                                                                          | 27 | Ніко Гюлькенберг        | Хаас - Феррарі           | 72   | +20.840           | 14       |      |
| 13                                                                                          | 40 | Ліам Ловсон             | Альфа Таурі - Хонда RBPT | 72   | +26.147           | 19       |      |
| 14                                                                                          | 77 | Вальттері Боттас        | Альфа Ромео - Феррарі    | 72   | +27.388           | 18       |      |
| 15                                                                                          | 22 | Юкі Цунода              | Альфа Таурі - Хонда RBPT | 72   | +29.893           | 17       |      |
| 16                                                                                          | 20 | Кевін Магнуссен         | Хаас - Феррарі           | 72   | +31.410           | Піт-лейн |      |
| 17                                                                                          | 63 | Джордж Расселл          | Мерседес                 | 72   | +55.754           | 3        |      |
| Схід                                                                                        | 24 | Чжоу Гуаньюй            | Альфа Ромео - Феррарі    | 62   | Аварія            | 15       |      |
| Схід                                                                                        | 16 | Шарль Леклер            | Феррарі                  | 41   | Днище             | 9        |      |
| Схід                                                                                        | 2  | Логан Сарджент          | Вільямс - Мерседес       | 14   | Аварія            | 10       |      |
| Найшвидше коло: Фернандо Алонсо (Астон Мартін - Мерседес) – 1:13.837, поставлене на 56 колі |    |                         |                          |      |                   |          |      |
| Джерело:                                                                                    |    |                         |                          |      |                   |          |      |

Серхіо Перес фінішував 3-м, проте отримав 5-секундний штраф за перевищення швидкості в піт-лейні.
Юкі Цунода фінішував 13-м, проте отримав 5-секундний штраф за зіткнення із Джорджом Расселлом.
Кевін Магнуссен фінішував 15-м, проте отримав 5-секундний штраф за вісдставання від автомобіля безпеки.

## Положення у чемпіонаті після гонки
| Місце   | Пілот                   | Очки |
| ------- | ----------------------- | ---- |
| 1       | Макс Ферстаппен         | 339  |
| 2       | Серхіо Перес            | 201  |
| 3       | Фернандо Алонсо         | 168  |
| 4       | Льюїс Гамільтон         | 156  |
| 5       | Карлос Сайнс (молодший) | 102  |
| Джерело |                         |      |

| Місце   | Конструктор             | Очки |
| ------- | ----------------------- | ---- |
| 1       | Ред Булл — Хонда RBPT   | 540  |
| 2       | Мерседес                | 255  |
| 3       | Астон Мартін — Мерседес | 215  |
| 4       | Феррарі                 | 201  |
| 5       | Макларен — Мерседес     | 111  |
| Джерело |                         |      |